# Suicidio tra i giovani LGBT

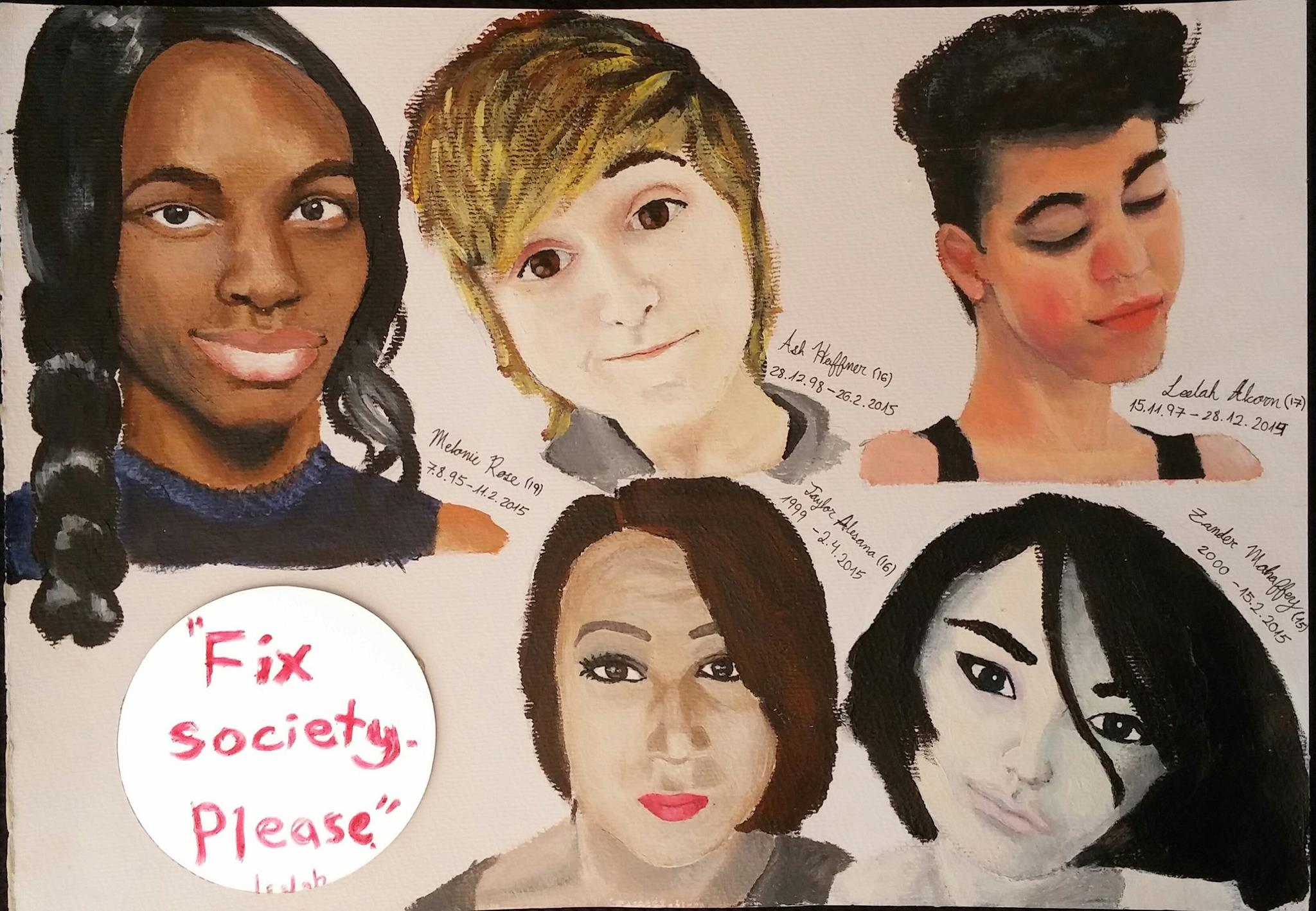
Da in alto a destra: Leelah Alcorn (15/11/97-28/12/14), Ash Haffner (28/12/98-26/2/15), Melonie Rose (7/8/95-11/22/15), Zander Mahaffey (7/2/99-15/2/15) e Taylor Alesana (1999-2/4/15).

Secondo diversi studi è stato confermato che i tentativi di suicidio e la quantità di pensieri suicidi correlati alla messa in discussione del proprio orientamento sessuale e della propria identità di genere tra le persone LGBTQ+ (lesbiche, gay, bisessuali, transgender e queer), in special modo nella popolazione giovanile, sono relativamente più elevati rispetto a quelli della popolazione generale.
Gli adolescenti e i giovani adulti che appartengono alla comunità LGBTQ+ mostrano il tasso di suicidio fra i più alti.. 

## Cause del fenomeno
Viene indicato come problematico l'uso dei diritti LGBTQ+ e delle relative protezioni come questione politica, ad esempio negli sforzi contemporanei per fermare la legalizzazione del matrimonio tra persone dello stesso sesso.
Il disturbo depressivo e l'utilizzo di sostanze stupefacenti tra le persone LGBTQ+ sono entrambi dimostrativi dell'aumento significativo dei tentativi suicidi.
La ricerca sui suicidi effettivi compiuti da minoranze sessuali è ancora in fase preliminare. I membri della comunità LGBT hanno i più alti tassi di mortalità per qualsiasi causa e coloro che si ritrovano a vivere in aree con un maggior grado di stigma sociale verso l'omosessualità tendono ad eseguire il suicidio in età giovanile.
Il bullismo omofobico nei confronti dei giovani LGBTQ+ ha dimostrato d'essere uno dei fattori che contribuiscono a molti suicidi, anche se non tutti gli attacchi affrontano specificamente la sessualità o l'orientamento sessuale. Dal quando si verificò una serie di suicidi nei primi anni 2000 negli Stati Uniti d'America, maggiore attenzione è stata focalizzata sulle cause di fondo, nel tentativo di ridurne l'impatto tra i giovani. La "Family Acceptance Project's research" ha dimostrato che l'accettazione da parte dei genitori, o anche solo la loro neutralità, in riferimento all'orientamento sessuale di un bambino e il suo genere può diminuire drasticamente il tasso di tentato suicidio.
L'ideazione del suicidio e i suoi tentativi sembrano simili tra i giovani eterosessuali e le loro controparti che provano attrazione nei confronti di persone del loro stesso sesso e si comportano di conseguenza, anche se non si riconoscono come LGBTQ+. Questo è correlato con i risultati di una vasta gamma d'indagini sugli adulti statunitensi, che hanno identificato i disturbi dell'umore e d'ansia come principali fattori di rischio per il comportamento suicidario. Soprattutto per i maschi, il pericolo di suicidio viene legato alle persone che si identificano come lesbiche, gay e bisessuali.
La "National Action Alliance for Suicide Prevention" rileva che non vi sono dati nazionali (per quanto riguarda gli Stati Uniti) sui tassi di ideazione o di suicidio tra la popolazione generale LGBTQ+, o specificamente per i giovani e gli anziani. Ciò si verifica anche perché non vi è una percentuale concordata per quanto riguarda la popolazione nazionale LGBTQ+ e neppure i certificati di morte includono informazioni riguardanti la sessualità espressa. Uno studio del 1986 ha rilevato che le precedenti ricerche su larga scala di suicidi portati a buon fine non considerano l'orientamento sessuale nella loro analisi dei dati.

## Rapporti e studi
Il "Clinical social worker Caitlin Ryan's Family Acceptance Project" della San Francisco State University ha condotto il primo studio sugli effetti dell'accettazione da parte della famiglia sulla salute ed il benessere dei giovani LGBT+, tra cui il suicidio, il virus dell'HIV/AIDS e la condizione di "senza fissa dimora".La loro ricerca dimostra che i giovani LGBT+ che sperimentano alti livelli di rifiuto da parte delle loro famiglie durante l'adolescenza (se confrontato con quei giovani che hanno sperimentato poco o nessun rifiuto da parte dei genitori e gli operatori sanitari) erano più di otto volte sottoposti alla probabilità di aver tentato il suicidio, più di sei volte propense a denunciare alti livelli di depressione, più di tre volte la possibilità di utilizzo di droghe illegali e più di tre volte passibili di essere a rischio HIV o di altre malattie sessualmente trasmissibili, dal momento in cui raggiungono i 20 anni di età.
Numerosi studi hanno anche dimostrato che lesbiche, gay, bisessuali e giovani LGBT+ hanno un più alto tasso di tentativo di suicidio di quanto non sia tra i giovani eterosessuali. Il "Suicide Prevention Resource Center" ha sintetizzato questi studi e stimato che tra il 30 e il 40% dei giovani LGBT+ (a seconda delle fasce di età e sesso) hanno tentato il suicidio con un tasso di 1,5-3 volte superiore a quello dei giovani etero. Uno studio del governo degli Stati Uniti d'America dal titolo "Report of the Secretary's Task Force on Youth Suicide" e fatto pubblicare nel 1989 ha scoperto che i giovani LGBT+ hanno almeno quattro volte più probabilità di tentare il suicidio rispetto agli altri giovani. Questa maggior prevalenza di ideazione di suicidi ed in generale di problemi di salute mentale tra gli adolescenti omosessuali rispetto ai loro coetanei eterosessuali è stata attribuita ad uno stress maggiore o stress da minoranza (minority stress). Più di 34 000 persone muoiono per suicidio ogni anno, il che rende ciò la terza causa principale di morte tra i 15 e i 24 anni di età tra lesbiche, gay e giovani bisessuali, i quali tentano il suicidio almeno quattro volte più spesso dei loro coetanei.
Risulta impossibile conoscere il tasso di suicidi esatto tra i giovani LGBT+ perché la sessualità e le minoranza di genere rimangono spesso nascoste e anche sconosciute, particolarmente in quella fascia di età. Ulteriori ricerche sono attualmente in corso per spiegare la prevalenza del suicidio tra i giovani LGBT+.
In termini di clima scolastico all'incirca il 25% delle persone lesbiche, gay, studenti bisessuali e dipendenti universitari sono stati molestati a causa del loro orientamento sessuale, così come un terzo di coloro che si auto-identificano come transgender, secondo la ricerca riportata dal "Chronicle of Higher Education". La ricerca ha rilevato la presenza di associazioni di alleanza tra gay ed etero (GSAs) nelle scuole e questo viene abbinato ad una diminuzione dei tentativi di suicidio; in uno studio sui giovani LGBTQ, di età tra i 13 e i 22, il 16,9% dei giovani che hanno frequentato le scuole con GSA hanno tentato il suicidio contro il 33,1% degli studenti che hanno frequentato le scuole senza GSA.
Per gli studenti LGBT+ è tre volte più probabile che non si sentano al sicuro a scuola 22% (contro 7% degli altri studenti) ed il 90% (contro il 62% degli adolescenti non-LGBT) sono stati molestati o aggrediti durante l'anno scolastico. Inoltre gli studenti LGBTQ+ avevano una maggiore probabilità rispetto agli studenti eterosessuali di aver seriamente pensato di abbandonare l'istituzione scolastica a causa di molestie e discriminazione. Susan Rankin, un'autrice che contribuisce al "rapporto di Miami" ha rilevato che inequivocabilmente durante il 2010 nello Stato della Florida dimostra che gli studenti LGBTQ hanno un'esperienza personale dell'istruzione superiore più fredda, a causa del clima di molestie e con le comunità del campus di gran lunga meno accoglienti.
Anche Internet sembra essere un fattore importante; uno studio internazionale ha dimostrato importanti differenze tra i suicidi LGBTQ e gli altri commessi da giovani eterosessuali; i suicidi LGBTQ+ avevano una maggiore probabilità di comunicare le proprie intenzioni, più probabilmente per la ricerca di nuovi amici online ed hanno trovato di fatto un maggior supporto in rete rispetto ai suicidi eterosessuali.
Secondo uno studio condotto a Taiwan uno su cinque o il 20% delle persone omosessuali taiwanesi hanno tentato il suicidio.

## Prospettive di psicologia dello sviluppo
La teoria di psicologia dello sviluppo del modello diatesi-stress suggerisce che le vulnerabilità psicologiche predispongono gli individui a condizioni diverse, come il cancro e malattie cardiache, e condizioni di salute mentale come la depressione maggiore (disturbo depressivo), un fattore di rischio per il suicidio. Quantità variabili di stress ambientali aumentano la probabilità che questi individui possano sviluppare tali condizioni.
La teoria di minority stress suggerisce che lo status di minoranza porta ad una maggiore discriminazione da parte dell'ambiente sociale, il che porta ad un maggiore stress e problemi di salute. In presenza di una scarsa capacità di regolazione delle emozioni questo può portare a problemi di salute mentale. Inoltre la "Differential susceptibility hypothesis" suggerisce che per alcuni individui il loro sviluppo fisico e mentale è fortemente dipendente dal proprio ambiente e dal sistema sociale in corso.
Gli individui che sono altamente sensibili avranno cioè una migliore salute nella media in ambienti altamente solidali e significativamente peggiore rispetto alla salute media in ambienti ostili violenti. Il modello può aiutare a spiegare i problemi di salute che interessano unicamente le popolazioni LGBT, tra cui un aumento dei tentativi di suicidio.
Per gli adolescenti gli ambienti più importanti sono costituiti dalla famiglia, dal quartiere di residenza e dalla scuola frequentata. Il bullismo tra gli adolescenti - che è molto diffuso contro i giovani delle minoranze sessuali- è un fattore di stress cronico che può aumentare il rischio di suicidio tramite il modello diatesi-stress.
In uno studio condotto tra gli adolescenti americani lesbiche, gay e bisessuali Mark Hatzenbuehler ha esaminato l'effetto del contesto sociale a livello di contea; questo è stato indicizzato dalla proporzione di coppie dello stesso sesso che vi vivono. Sono state inoltre incluse le proporzioni di scuole con sistemi di alleanza gay-etero, così come l'anti-bullismo e politiche antidiscriminatorie che includono l'orientamento sessuale. È stato scoperto che un ambiente sociale più conservatore comportava un rischio più elevato nel comportamento di suicidio tra tutti i giovani e che questo effetto era più forte per i giovani LGBT. Inoltre ha trovato che l'ambiente sociale in parte è mediatore tra lo stato LGBT e il comportamento di suicidi. Hatzenbuehler ha scoperto che anche oltre i fattori sociali, tra i singoli stati controllati, tuttavia "lo status LGBT è rimasto un significativo segnale dei tentativi di suicidio".

## Omofobia istituzionalizzata e interiorizzata
Anche l'omofobia istituzionalizzata e interiorizzata può portare i giovani LGBT a non accettare se stessi e ad avere profondi conflitti interni circa il loro orientamento sessuale. I genitori possono costringere i ragazzi ad andar via di casa dopo che questi hanno fatto coming out.
L'omofobia arriva molto spesso ad essere un dispositivo per il bullismo omofobico il quale può assumere svariate forme. Oltre il bullismo fisico caratterizzato da aggressioni fisiche, il bullismo emotivo si applica con le offese, utilizzando un lessico dell'omofobia, diffondendo voci ed altri abusi verbali. Il Cyberbullismo utilizza messaggi di testo o messaggi abusivi della stessa natura su Facebook, Twitter e altri social network. Il bullismo sessuale tocca i gesti osceni o gli scherzi pesanti.
Il bullismo può essere considerato un rito di passaggio, ma gli studi hanno dimostrato che ha effetti fisici e psicologici negativi: "I giovani delle minoranze sessuali, o i ragazzi che si identificano come gay, lesbiche o bisessuali, sono vittime di bullismo da due a tre volte più degli eterosessuali" e "quasi tutti gli studenti transgender sono stati verbalmente molestati - ad esempio chiamati con nomignoli o minacciati durante l'anno scolastico a causa del loro orientamento sessuale (89%) e dell'espressione di genere (89%) -" Ciò in accordo con GLSEN (Gay, Lesbian and Straight Education Network) in "Harsh Realities, The Experiences of Transgender Youth In Our Nation’s Schools".
Questo problema è stato un tema caldo per i mass media nel corso degli ultimi anni e ancora di più nei mesi di settembre e ottobre 2010. Il presidente statunitense Barack Obama ha fatto pubblicare per "It Gets Better" un video sul sito della Casa Bianca come parte del progetto It Gets Better. La First Lady Michelle Obama attribuisce tali comportamenti ai genitori e, nella maggior parte dei casi, agli esempi impostati da loro per cui i bambini li seguono.

## The Trevor Project
Il Trevor Project è stato fondato dal regista e produttore Peggy Rajski, dal produttore Randy Stone e dallo sceneggiatore James Lecesne, vincitori nel 1994 dell'Academy Award per i cortometraggi con Trevor, una commedia drammatica su un ragazzo tredicenne gay che dopo esser stato respinto dagli amici a causa della propria omosessualità fa un tentativo di togliersi la vita.
Si tratta di un'organizzazione statunitense no-profit che offre aiuto nei momenti di crisi e fa opera di prevenzione del suicidio, rivolta soprattutto ai giovani LGBTQ, fornendo risorse di affermazione della vita, interventi di salvezza, comunità digitali, oltre a programmi educativi atti a creare un ambiente sicuro, solidale e positivo per tutti.

## It Gets Better Project
It Gets Better Project è una campagna basata su Internet, fondata negli Stati Uniti da Dan Savage e dal suo partner Terry Miller nel settembre 2010, in risposta ai suicidi di adolescenti che erano stati vittime di bullismo perché erano gay o perché i loro coetanei sospettavano che lo fossero. Il suo obiettivo è quello di prevenire il suicidio tra i giovani LGBT col mezzo di trasmettere un messaggio attraverso i video di social media e di fare così in modo che la vita di questi ragazzi possa migliorare.
Il progetto è cresciuto rapidamente; oltre 200 video sono stati caricati nella prima settimana e il canale YouTube del progetto ha raggiunto il limite di 650 video nel corso della settimana successiva. Il progetto è ora organizzato su un proprio sito web, il "It Gets Better Project" comprendente più di 30.000 voci, con più di 40 milioni di visualizzazioni da parte di persone di qualsiasi orientamento sessuale, tra cui molte celebrità. Si è pubblicato inoltre un libro di saggi usciti dal progetto intitolato It Gets Better: Coming Out, Overcoming Bullying, and Creating a Life Worth Living, nelle librerie dal marzo 2011.

## Risposte politiche
Un certo numero di opzioni politiche sono state più volte proposte nel tentativo di risolvere questo problema. Alcuni interventi sono stati compiuti da avvocati in fase posteriore, ovverosia dopo che i giovani si erano già suicidati (come la linea di crisi hotline), mentre altri sostengono programmi diretti a migliorare l'accesso dei giovani LGBT a quei fattori trovati esser "protettivi" contro il suicidio (come le reti di sostegno sociale o la presenza di mentori).
Un'opzione proposta è quella di fornire una sensibilizzazione nei confronti dei giovani LGBT ed una formazione anti-bullismo nelle scuole medie e superiori e l'utilizzo di consiglieri per gli insegnanti. Citando uno studio di Jordan e altri la psicologa scolastica Anastasia Hansen fa notare che spesso gli stessi insegnanti fanno commenti omofobici o non riescono ad intervenire quando gli studenti fanno tali osservazioni ed entrambi sono correlati attivamente ai sentimenti negativi circa l'identità LGBT.
Al contrario un certo numero di ricercatori hanno trovato che la presenza di personale scolastico LGBT di sostegno come correlato a "risultati positivi per i giovani LGBT". Citando una relazione psicologica scolastica del 2006 il Trevor Project osserva che "lesbiche, gay, bisessuali e transgender mettono in discussione la propria gioventù e non credono di avere alcun membro del personale scolastico con cui poter parlare dei loro problemi (solo un terzo lo trova probabile); lasciati così soli si ottiene che si eseguano più tentativi di suicidio rispetto all'anno prima".
Un'altra opzione frequentemente proposta consiste nel fornire incentivazioni di sovvenzione per le scuole, per creare alleanze di sostegno e/o gruppi di studenti misti gay-etero destinati a fornire una rete di sostegno sociale per gli studenti LGBT. Kosciw e Diaz, ricercatori per il Gay, Lesbian and Straight Education Network, hanno condotto un sondaggio a livello nazionale il quale ha concluso che gli studenti delle scuole con GSA (club di alleanza gay-etero) erano meno propensi a sentirsi insicuri, avevano meno probabilità di abbandono scolastico ed erano maggiormente propensi a sentirsi parte del loro istituto. Gli studi hanno dimostrato che l'isolamento sociale e l'emarginazione (esclusione sociale) a scuola sono psicologicamente dannosi per gli studenti LGBT e che i GSA ed altri gruppi simili di supporto tra pari possono essere fornitori efficaci di supporto psicosociale.

### Primi interventi per i giovani LGBT+
- Essere proattivi e comprensione
- Modelli di ruolo LGBT+ e risorse
- Insegnare la tolleranza ed esaminare il clima di una scuola
- OBPP (Olweus Bullying Prevention Program)
- Passi verso il rispetto
- Apportare modifiche ai curriculum

Esistono svariati casi di suicidi causati dall'essere persone LGBT: lesbiche, gay, bisessuali e transgender che si sono suicidati per lo più a causa di tale loro senso "sofferto" di appartenenza, compresi coloro che erano, o di cui i coetanei sospettavano di essere, parte della comunità gay e/o del movimento LGBT.
Una discreta maggioranza riguarda vittime di omofobia o di bullismo omofobico (per quanto concerne l'omosessualità adolescenziale) e che, in seguito al loro gesto estremo, hanno provocato reazioni ed una copertura a livello nazionale (in certuni casi internazionale).
| Nome                                              | Tempo di vita                        | Età     | Luogo e/o nazionalità            | Note  |
| ------------------------------------------------- | ------------------------------------ | ------- | -------------------------------- | ----- |
| Justin Aaberg                                     | 1995 - 9 luglio 2010                 | 15      | Andover, Stati Uniti             | G     |
| Leelah Alcorn                                     | 15 novembre 1997 - 28 dicembre 2014  | 17      | Kings Mills, Stati Uniti         | T     |
| Taylor Alesana                                    | 16 maggio 1998 - 2 aprile 2015       | 16      | Fallbrook, Stati Uniti           | T     |
| Lui Aquino                                        | 1999 - 3 novembre 2015               | 16      | Poá, San Paolo, Brasile          | G     |
| Jadin Bell                                        | 4 giugno 1997 - 3 febbraio 2013      | 15      | La Grande, Stati Uniti           | G     |
| Blake Brockington                                 | 15 maggio 1996 - 23 marzo 2015       | 18      | Charlotte, Stati Uniti           | T     |
| Eylül Cansın                                      | 1992 - 5 gennaio 2015                | 23 - 24 | Istanbul                         | T     |
| Tyler Clementi                                    | 19 dicembre 1991 - 10 settembre 2010 | 18      | Piscataway, Stati Uniti          | G     |
| Robert "Bobby" Wayne Griffith (Prayers for Bobby) | 24 giugno 1963 - 27 agosto 1983      | 20      | Portland, Stati Uniti            | G     |
| Ash Haffner                                       | 28 dicembre 1998 - 26 febbraio 2015  | 16      | Charlotte, Stati Uniti           | T     |
| Jamie Hubley                                      | 23 novembre 1995 - 14 ottobre 2011   | 15      | Ottawa, Canada                   | G     |
| Kim Ji-hoo                                        | 5 aprile 1985 - 6 ottobre 2008       | 23      | Seul                             | G     |
| Adam Kizer                                        | 3 novembre 1998 - 30 maggio 2015     | 16      | Sonoma, Stati Uniti              | B     |
| Cameron Langrell                                  | 2000 - 1º maggio 2015                | 15      | Racine, Stati Uniti              | T     |
| Billy Lucas                                       | 1995 - 1º settembre 2010             | 15      | Greensburg, Stati Uniti          | G     |
| Zander Mahaffey                                   | 7 marzo 1999 - 15 febbraio 2015      | 15      | Austell, Stati Uniti             | T     |
| Eric Mohat                                        | 1990 - 1º marzo 2007                 | 17      | Mentor, Stati Uniti              | G     |
| Kyler Prescott                                    | 7 luglio 2000 - 18 maggio 2015       | 14      | San Diego, Stati Uniti           | T     |
| Jamey Rodemeyer                                   | 21 marzo 1997 - 18 settembre 2011    | 14      | Buffalo, Stati Uniti             | B     |
| Melonie Rose                                      | 7 agosto 1995 - 11 febbraio 2015     | 19      | Laurel, Stati Uniti              | T     |
| Dominik Szymański                                 | 2000/2001 - 7 maggio 2015            | 14      | Voivodato della Masovia, Polonia | G o B |
| Braxton Taylor                                    | 13 agosto 1997 - 23 settembre 2016   | 19      | Kaysville, Stati Uniti           | G     |
| Tyrone Unsworth                                   | 16 agosto 2003 - 22 novembre 2016    | 13      | Brisbane, Australia              | G     |
| Sergio Urrego                                     | 25 novembre 1997 - 4 agosto 2014     | 16      | Bogotà                           | G     |
| Kenneth Weishuhn                                  | 27 maggio 1997 - 15 aprile 2012      | 14      | Paullina, Stati Uniti            | G     |
| Jim Wheeler                                       | 1978 - 1997                          | 19      | Lebanon, Stati Uniti             | G     |